# Haliclonissa
Haliclonissa is een geslacht van sponsdieren uit de familie van de gewone sponzen (Demospongiae).

## Soorten
- Haliclonissa sacciformis Burton, 1932
- Haliclonissa verrucosa Burton, 1932